# Panachaiki GE
Panachaiki Gymnastiki Enosi (gr. Παναχαϊκή Γυμναστική Ένωση, Panachaiki Jimnastiki Enosi) – grecki klub piłkarski, grający obecnie w Football League, mający siedzibę w mieście Patras, leżącym na półwyspie Peloponez.

## Historia
Klub został założony w 1891 roku jako Panachaikos Gymnastikos Syllogos. W 1894 roku w mieście Patras utworzono inny klub Gymnastiki Eteria Patron, a w 1923 roku doszło do fuzji obu zespołów, dzięki czemu powstał nowy o nazwie Panachaiki Gymnastiki Enosi. Największymi sukcesami Panachaiki były występy w pierwszej lidze greckiej. W 1973 roku drużyna zajęła w niej 4. miejsce, dzięki czemu w sezonie 1973/1974 wystąpiła w Pucharze UEFA, jednak odpadła w 2. rundzie po spotkaniach z holenderskim FC Twente. W 2003 roku Panachaiki spadło z Alpha Ethniki, a w 2004 roku z Beta Ethniki (odpowiednik 2. ligi). W 2004 roku miała miejsce fuzja Panachaiki z Patraikosem.

## Reprezentanci kraju grający w klubie
- Paris Jeorgakopulos
- Grigoris Jeorgatos
- Takis Ikonomopulos
- Jeorjos Kapuranis
- Kostas Katsuranis
- Nikos Kurbanas
- Petros Marinakis
- Jeorjos Mirtsos
- Jeorjos Nasiopulos
- Ilias Sawidis
- Jeorjos Waitsis
- Arman Karamian
- Artawazd Karamian
- George Haniotis
- Kostas Malekos
- Jorgos Nikolau
- Nikos Panajotu
- Nicolas Dikoume
- Joël Epalle
- Raymond Kalla
- George Gebro
- Oliver Makor
- Kelvin Sebwe
- Yaya Dissa
- Amaechi Ottiji
- Krzysztof Nowak

## Europejskie puchary
Legenda do wszystkich tabel:
- Q – runda eliminacyjna, 1/16, 1/8, 1/4, 1/2 – odpowiednia faza rozgrywek, Grupa – runda grupowa, 1r gr – pierwsza runda grupowa, 2r gr – druga runda grupowa, F – finał, R – runda, PO – play-off
- k. – rzuty karne, los. – losowanie, Dogr. – dogrywka, w. – zasada bramek strzelonych na wyjeździe

| Sezon   | Rozgrywki        | Runda   | Przeciwnik     | Dom | Wyjazd | Ogólnie    |
| ------- | ---------------- | ------- | -------------- | --- | ------ | ---------- |
| 1973/74 | Puchar UEFA      | 1R      | Grazer AK      | 2–1 | 1–0    | 3–1        |
| 1973/74 | Puchar UEFA      | 2R      | FC Twente      | 1–1 | 0–7    | 1–8        |
| 1997    | Puchar Intertoto | Grupa 5 | Stabæk Fotball | 1–1 |        | 4. miejsce |
| 1997    | Puchar Intertoto | Grupa 5 | Dinamo Moskwa  |     | 1–2    | 4. miejsce |
| 1997    | Puchar Intertoto | Grupa 5 | B36 Tórshavn   | 4–2 |        | 4. miejsce |
| 1997    | Puchar Intertoto | Grupa 5 | Racing Genk    |     | 2–4    | 4. miejsce |